# Erika (cràter)
Erika és un cràter d'impacte en el planeta Venus de 10,5 km de diàmetre. Porta el nom d'un antropònim alemany, i el seu nom va ser aprovat per la Unió Astronòmica Internacional el 1985.